# エルネスト・ノリス
エルネスト・ノリス・チャコン（Ernesto Noris Chacón , 1972年11月24日 - ）は、キューバのハバナ州ハバナ出身の野球選手（投手）。右投右打。

## 経歴
キューバでは1991-1992シーズンから2000-2001シーズンまで、国内リーグであるセリエ・ナシオナル・デ・ベイスボルのレオネス・デ・インダストリアレスに所属し、主にリリーフ投手として10年間で28勝を挙げた。
2001年11月にキューバを離れブラジルへ亡命。
2008年のコパ・アメリカ・デ・ベイスボルではブラジル代表の一員として出場した。
2012年に第3回WBC予選のブラジル代表に最年長の40歳で選ばれ、翌2013年3月開催の本選にも登板した。
その後は散発的にプレーを続けながら、少年野球の指導者として活動している。

## 詳細情報

### 年度別投手成績（2000-01年以降）
| 年 度     | 球 団     | 登 板 | 先 発 | 完 投 | 完 封 | 無 四 球 | 勝 利 | 敗 戦 | セ 丨 ブ | ホ 丨 ル ド | 勝 率 | 打 者 | 投 球 回 | 被 安 打 | 被 本 塁 打 | 与 四 球 | 敬 遠 | 与 死 球 | 奪 三 振 | 暴 投 | ボ 丨 ク | 失 点 | 自 責 点 | 防 御 率 | W H I P |
| --------- | --------- | ----- | ----- | ----- | ----- | -------- | ----- | ----- | -------- | ----------- | ----- | ----- | -------- | -------- | ----------- | -------- | ----- | -------- | -------- | ----- | -------- | ----- | -------- | -------- | ------- |
| 2000-2001 | IND       | 17    | 17    | 3     | 2     | --       | 6     | 6     | 0        | --          | .500  | 460   | 108.0    | 115      | 5           | 21       | 0     | 4        | 66       | 8     | 0        | 50    | 43       | 3.58     | 1.26    |
| 通算：1年 | 通算：1年 | 17    | 17    | 3     | 2     | --       | 6     | 6     | 0        | --          | .500  | 460   | 108.0    | 115      | 5           | 21       | 0     | 4        | 66       | 8     | 0        | 50    | 43       | 3.58     | 1.26    |

- キューバで通常用いられる個人通算成績は、プレーオフや選抜リーグなども合算するため、この表の合計とは一致しない

### 選抜含むキューバリーグ通算投手成績
10シーズン 28勝21敗 防御率3.73 与四球率2.77 奪三振率6.08 被本塁打率0.62 WHIP1.32
165試合 31先発 538.2回 166与四球（敬遠16） 17与死球 364奪三振 37被本塁打